# Décrottoir

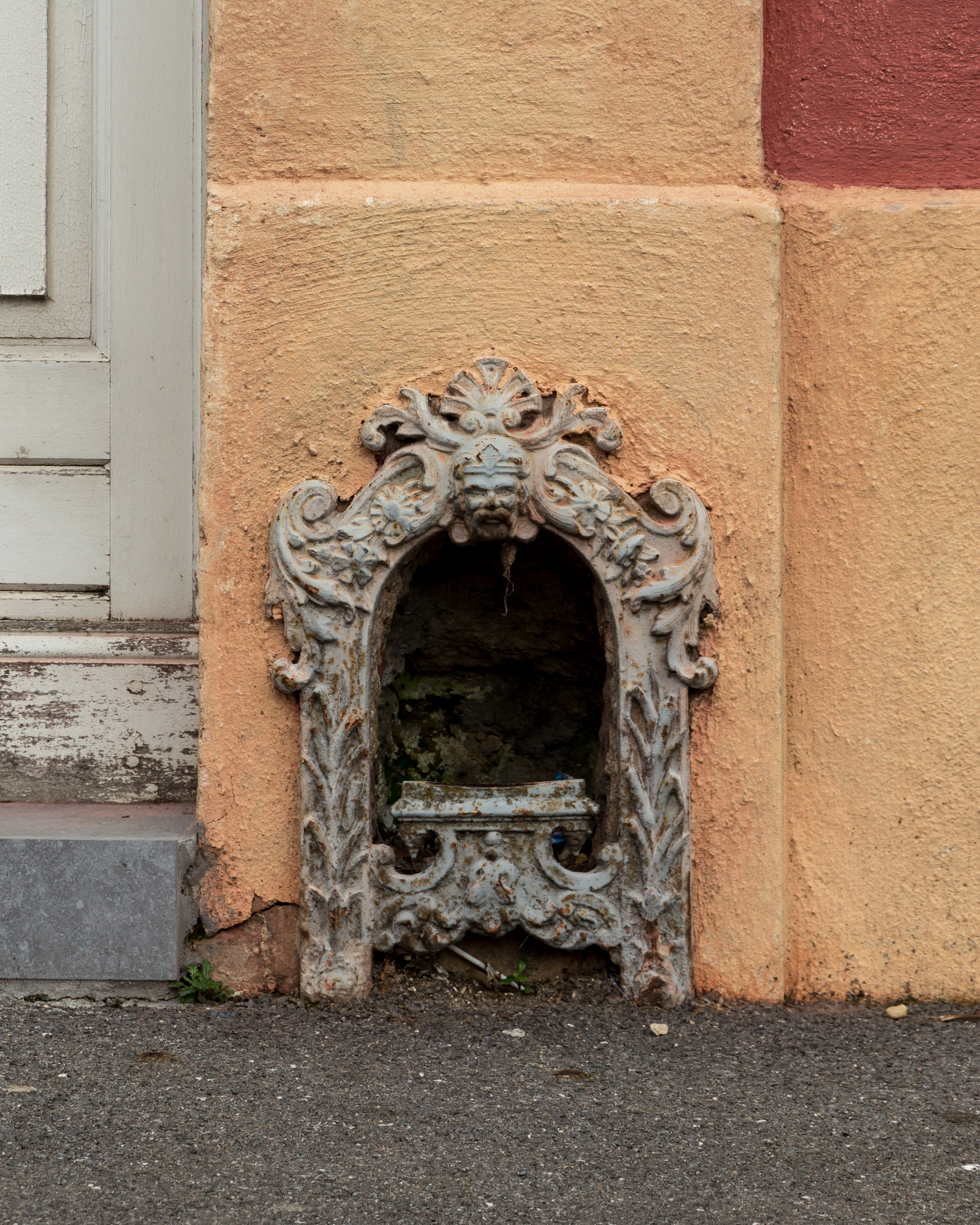
Décrottoir à Charleville-Mézières, en France.

Un décrottoir ou gratte-boue est un dispositif composé d'une lame de métal, simple ou ouvragé, fixé sur le mur ou sur le sol à la porte d'un bâtiment pour permettre aux visiteurs de gratter la semelle de leurs chaussures avant d'entrer.

## Présentation et définition
Selon le CNTRL, le décrottoir, dérivé du verbe décrotter, est une lame de fer, voire quelquefois une boîte garnie de brosses, « placée à côté d'une porte extérieure d'une maison ou d'un appartement, pour qu'on puisse y enlever la terre ou la boue des semelles de chaussures avant d'entrer ».
Le site du Dictionnaire Larousse précise que ce mot désigne également une « pièce de charrue à disques destinée à détacher la terre de la face concave du disque ».
Au XIXe siècle, A. Péter distingue le décrottoir, nom masculin, qui désigne une lame de fer, de la décrottoire, nom féminin, qui désigne une brosse.

## Description
Les décrottoirs sont généralement en fonte ou en fer forgé ; il peut s'agir d'une simple lame placée ou fixée sur le sol à côté de la porte d'entrée ou d'un dispositif plus ouvragé, scellé dans le sol ou la façade, ou encastré dans une niche ; à Bruxelles, ils sont souvent de style Art nouveau,.

## Historique

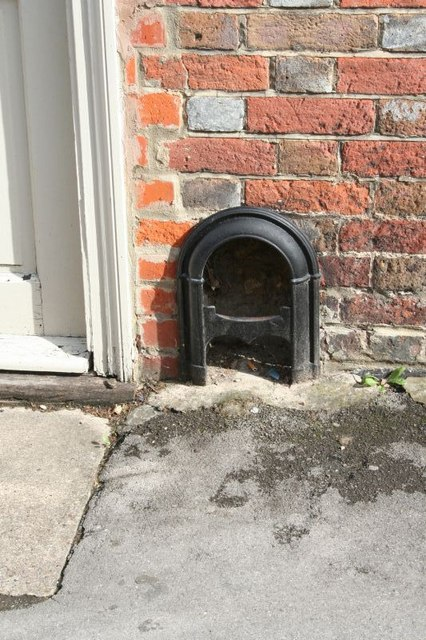
Décrottoir à Wallingford au Royaume-Uni.

Les décrottoirs sont apparus en même temps que les trottoirs des grandes villes, à la fin du XVIIIe siècle. À l'origine simplement scellés dans le trottoir, certains modèles ont été interdits car ils constituaient un obstacle dangereux ; ils ont alors été placés dans des niches dans les façades,. Très répandus au cours du XIXe siècle et au début du XXe siècle dans de nombreuses métropoles occidentales, il en existe encore notamment dans les rues de New York, Londres, ou Bruxelles, où plus de 700 modèles différents ont été recensés, ainsi qu'à Paris, Marseille, Lille et Toulouse, Tournai, entre autres.
Durant la Seconde Guerre mondiale et l'occupation allemande de la France, de nombreux décrottoirs ont été récupérés comme métaux ferreux ; ils ont aussi été supprimés au fil du temps lors de l'amélioration des rues et des trottoirs, ou des aménagements de voiries.
Ce type d'équipements existe également dans les dépendances du château de Versailles et si leur état d'usure indique une utilisation fréquente, il n'est pas certain qu'ils soient contemporains des bâtiments.
Au début du XXIe siècle, le décrottoir est tombé en désuétude et est davantage utilisé comme support pour les pots de fleurs ou comme point d'attache pour les vélos plutôt que pour nettoyer les chaussures.

## Expositions
Une exposition est organisée en août 2011 avec comme sujet les décrottoirs bruxellois, aux halles Saint-Géry, un ancien marché couvert situé en plein centre de la ville de Bruxelles, avec environ un millier de photos prises par le photographe belge Christophe Holemans, lui-même auteur d'un ouvrage consacré à ces installations,.
Une exposition, du même photographe, est organisée du 13 au 28 septembre 2014 au musée de la Porte à Tubize, dans la province du Brabant wallon, en Belgique. Celle-ci présente l'histoire de cette installation, mais aussi les habitudes de civilité et d'hygiène d'autrefois.

## Dénominations
En russe, l'appareil se dénomme « Декроттуар » (dekrottuar), terme directement issu du français.

Quelques modèles de décrottoirs et leurs appellations dans différentes langues
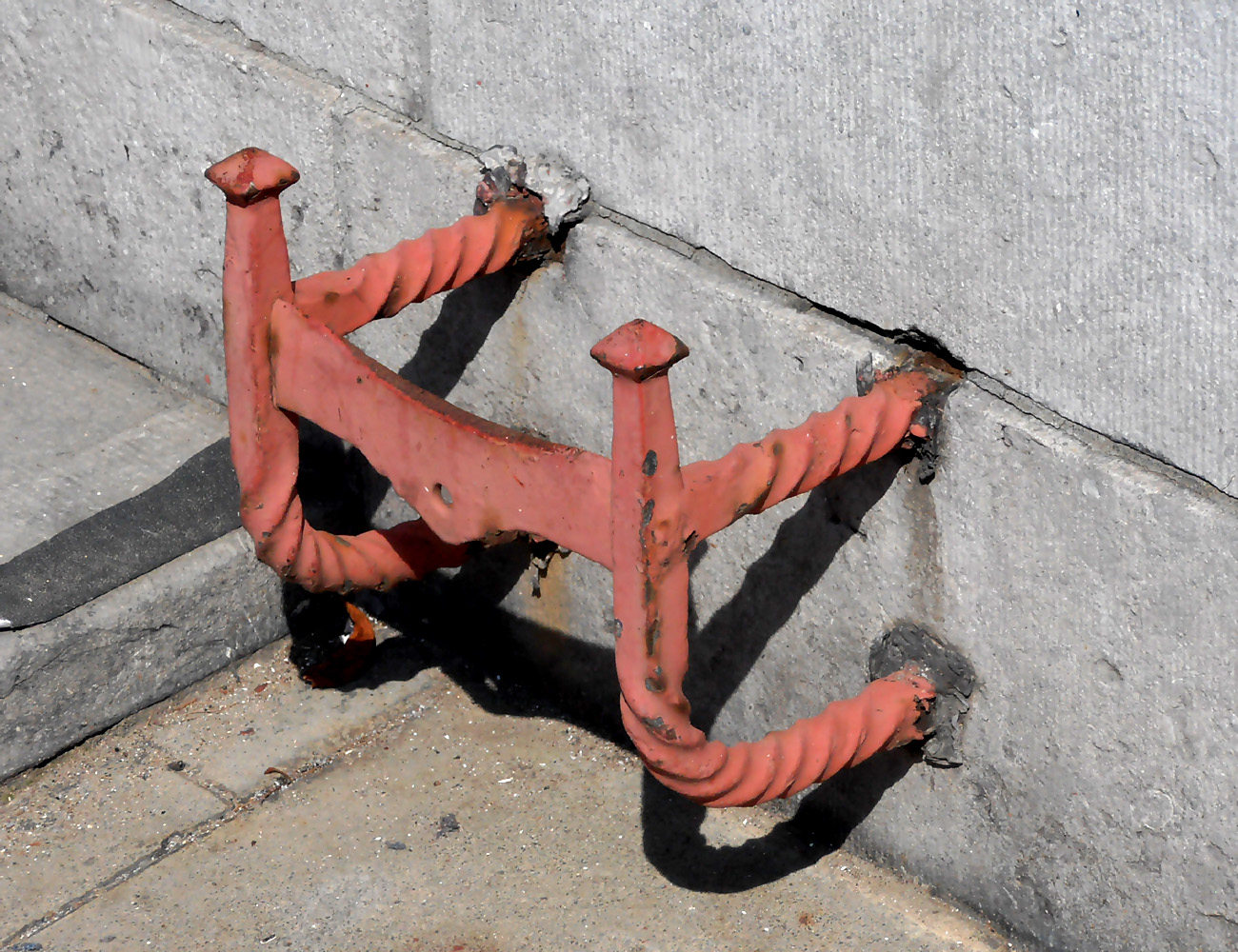
Schoenschraper (en néerlandais) à Bruxelles, en Belgique.
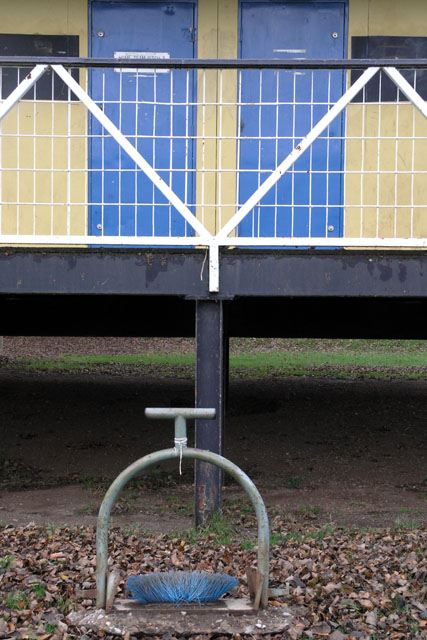
Door scraper (en anglais) à Beeston, en Angleterre.
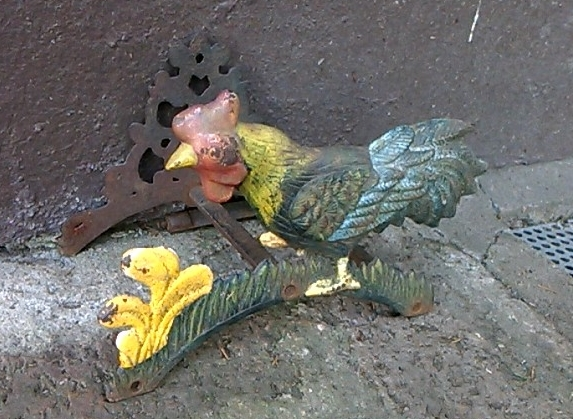
Fussabtreter (en allemand), à Oberstaat, en Allemagne.
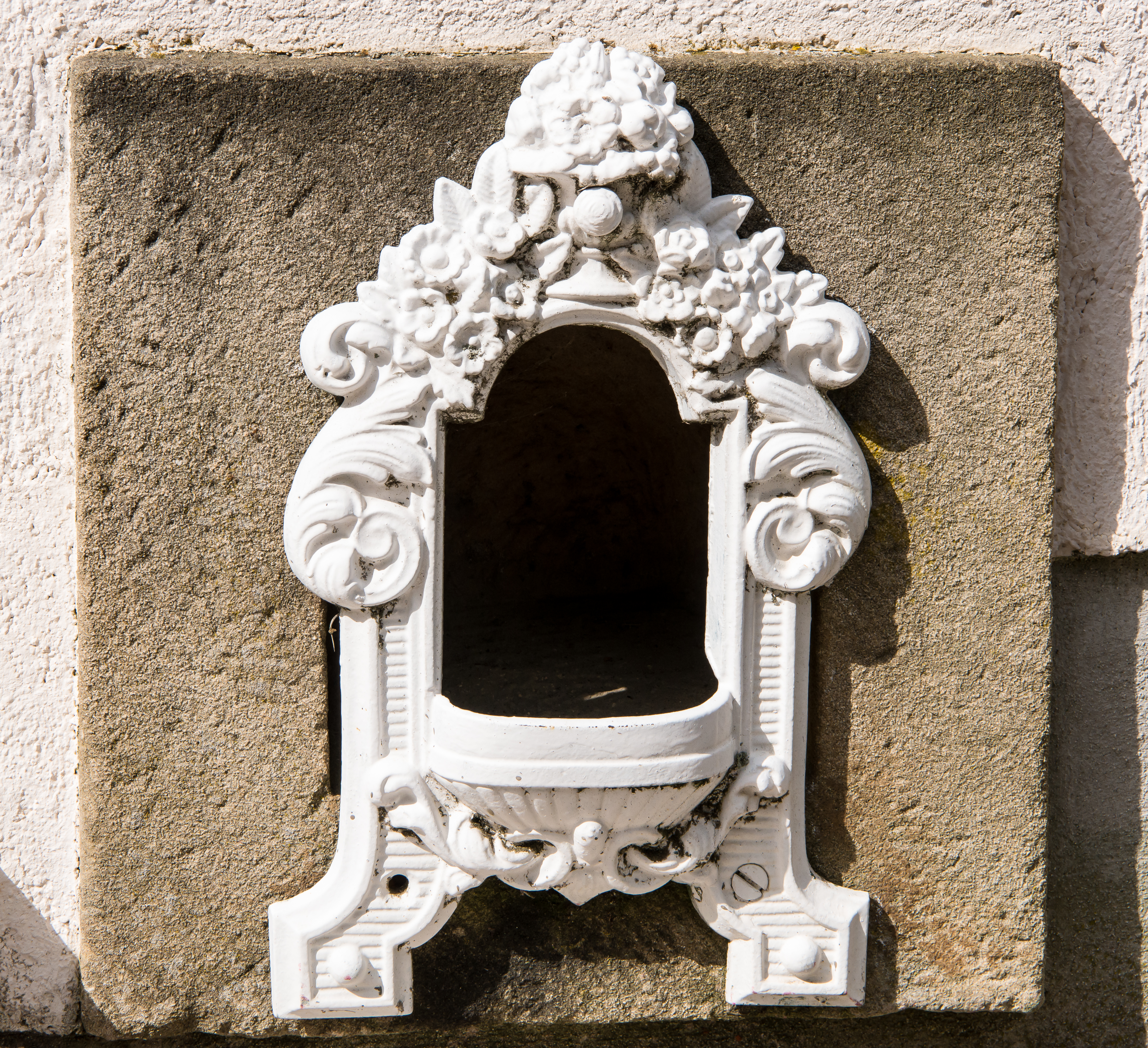
Schongkrazer, (en luxembourgeois), porte du Grünewald, au Luxembourg.
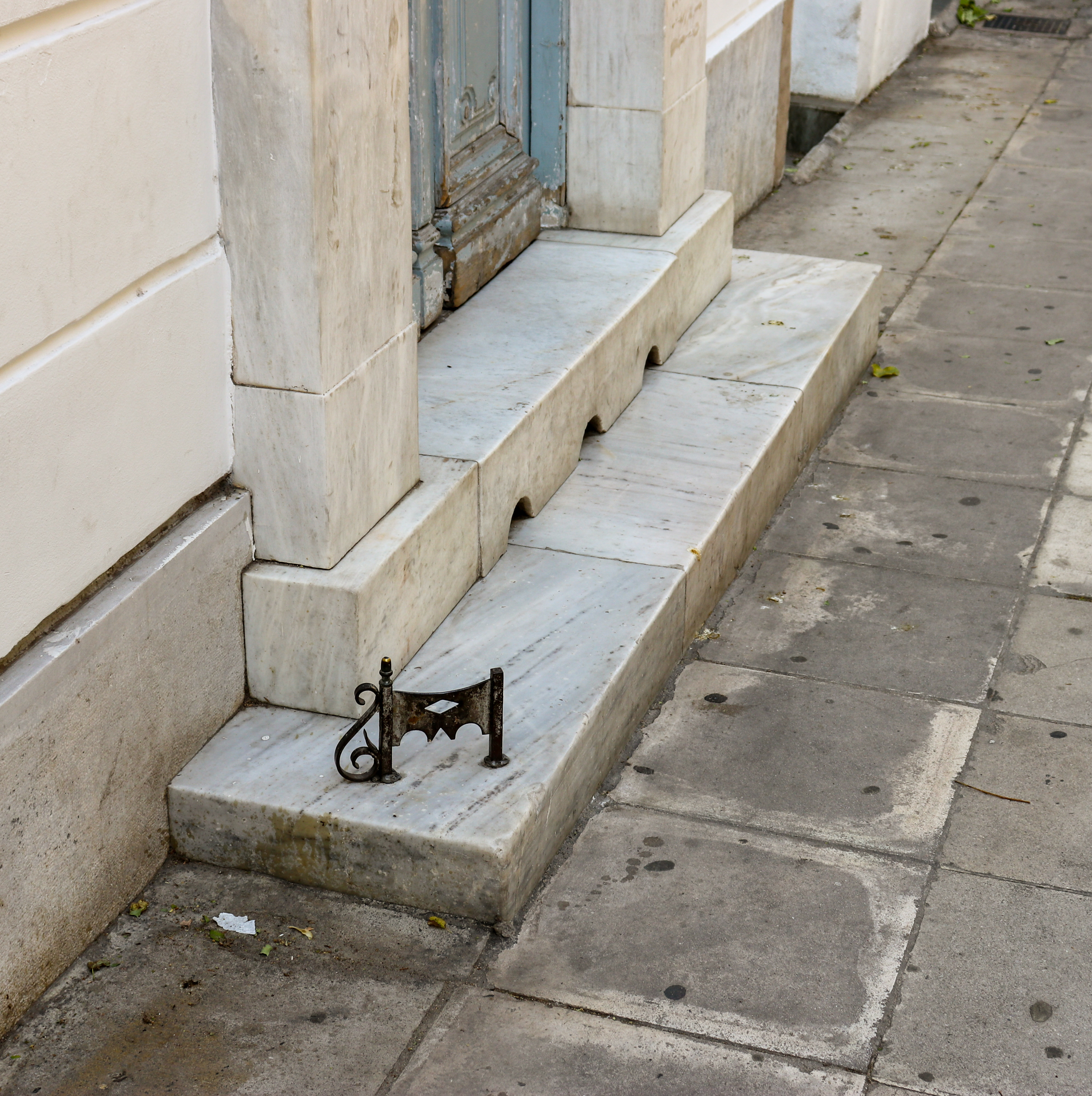
Shoe scraper (en anglais) à Athènes, en Grèce.
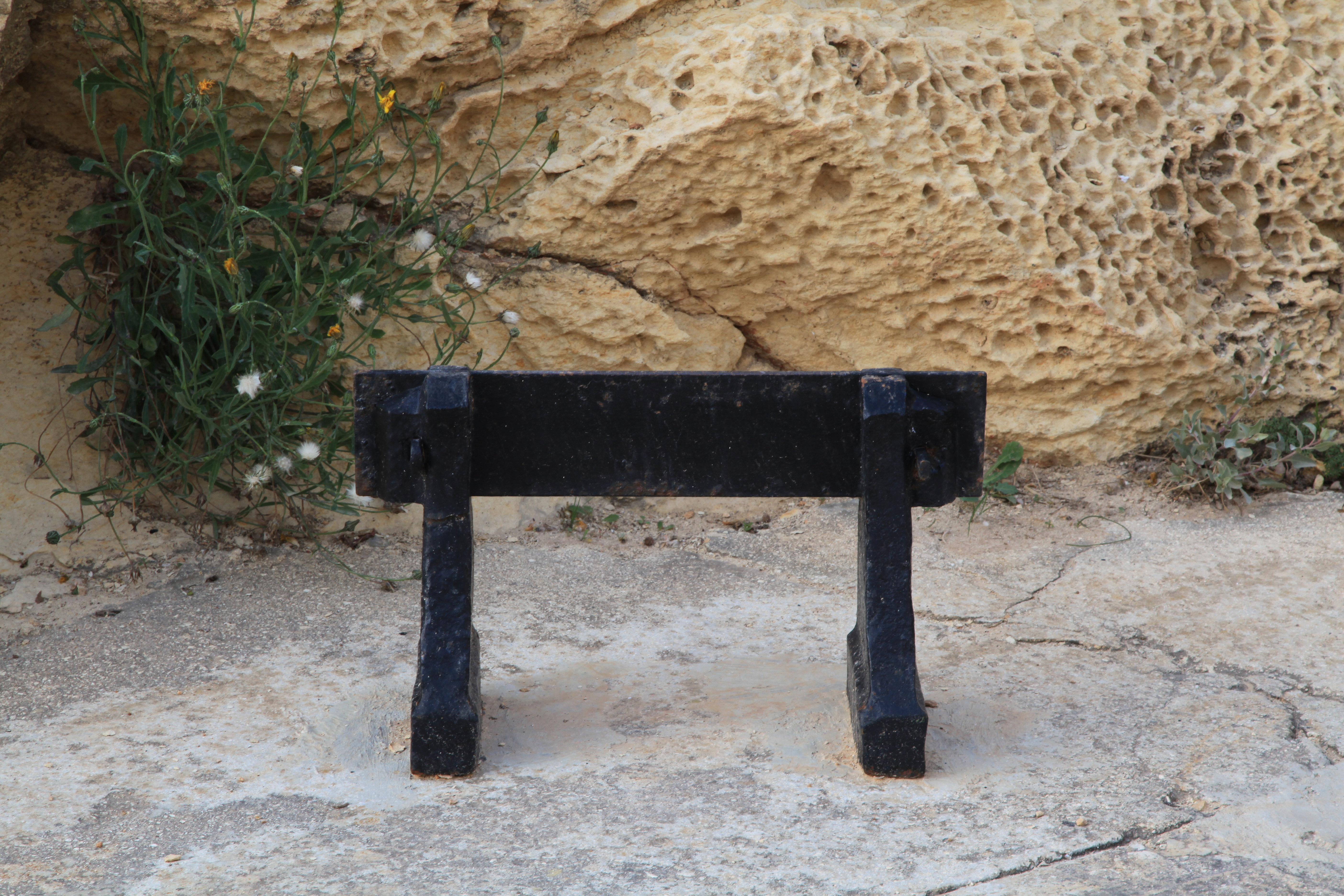
Boot scraper (en anglais) à Kalkara, à Malte.
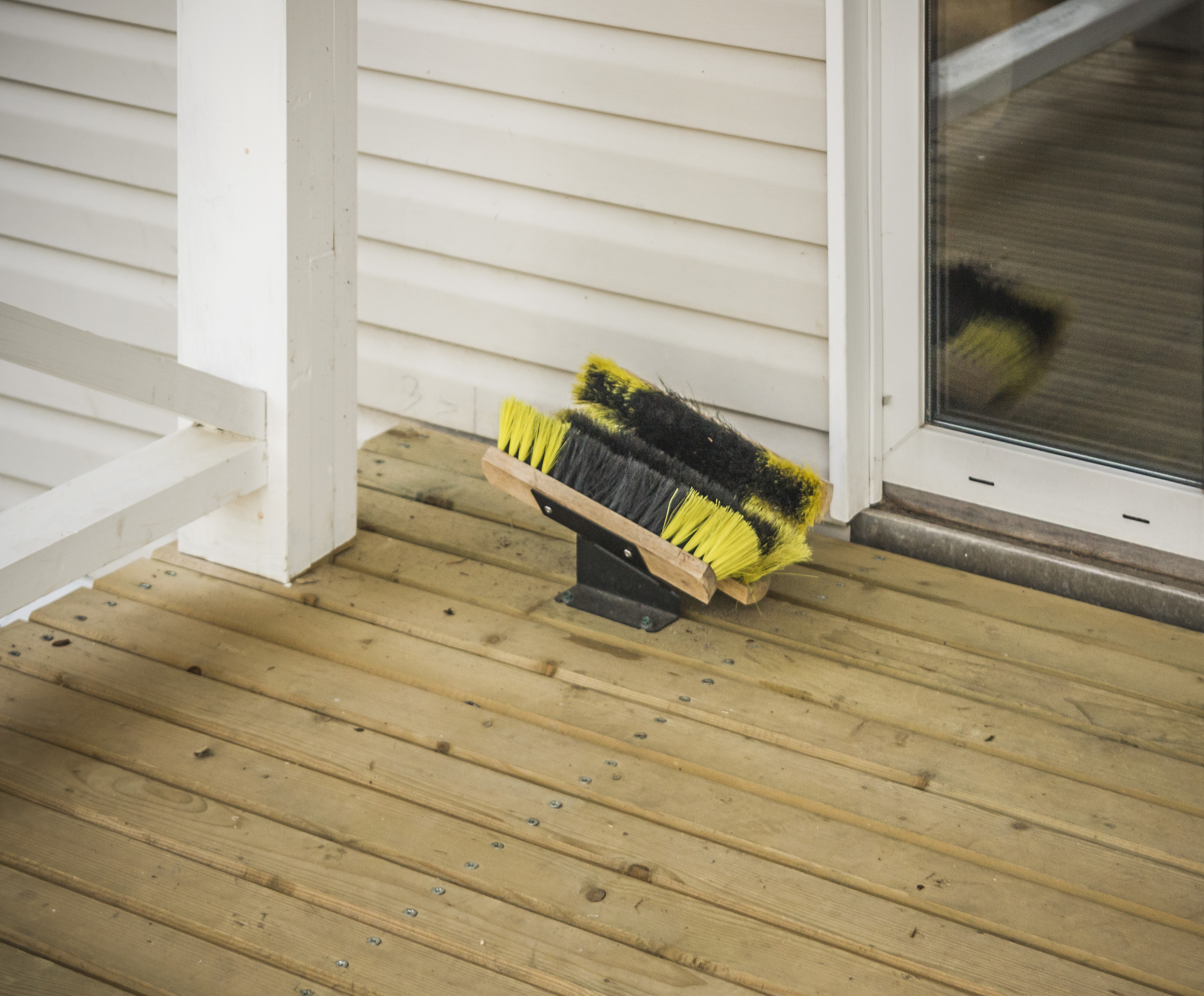
Décrottoir contemporain avec des brosses.
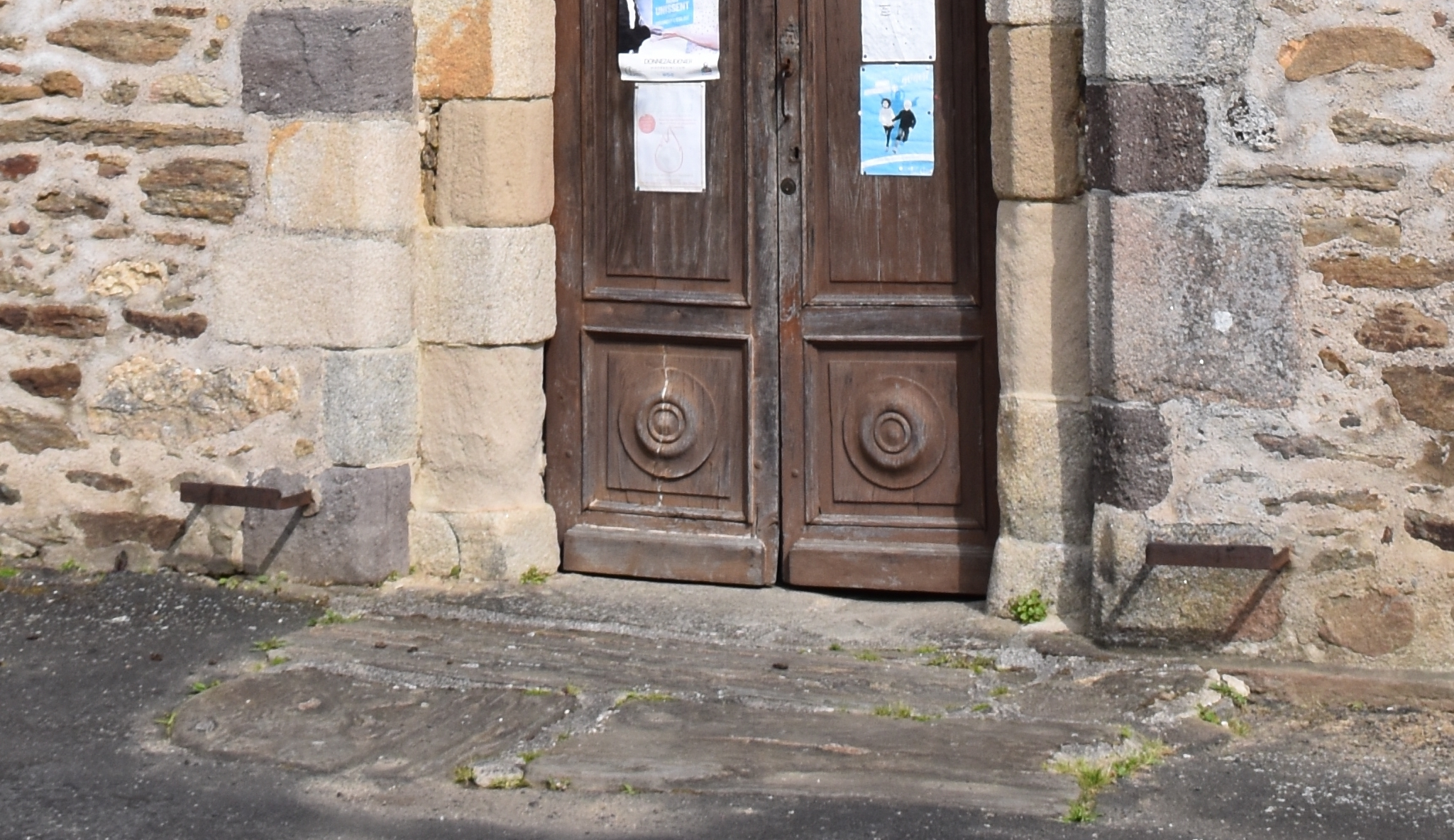
Deux gratte-pied sur le portail de l'église Sainte-Eulalie d'Uzerche (Corrèze)

## Dans la littérature
George Grossmith, dans son roman comique Journal d'un homme sans importance, fait plusieurs allusions au décrottoir à l'entrée de la nouvelle maison du héros, qui lui cause quelques ennuis et sur lequel les visiteurs trébuchent.